# Koschtschei
Koschtschei (russisch Коще́й; auch Каще́й Kaschtschei genannt) ist eine Gestalt der russischen Mythologie. Er erscheint als hässlicher alter Mann, der vornehmlich junge Frauen bedroht. Auch wird er oft mit den Beinamen Koschtschei Bessmertnij russisch Коще́й Бессме́ртный bezeichnet, was wörtlich übersetzt „Koschtschei der Todeslose“, freier übersetzt „der Unsterbliche“ oder (fälschlich) „der Ewige“ heißt – in anderen slawischen Sprachen (z. B. im Polnischen) kann sein Name von dem Wort „kość“ (polnisch für „Knochen“) abgeleitet werden, was auf eine skelettartige Personifizierung schließen lassen kann.

## Merkmale
Die Besonderheit von Koschtschei beruht darauf, dass er durch die Tatsache, dass er seine Seele außerhalb seines Körpers aufbewahrt, sehr schwer zu töten ist. Sie ist in einer Nadel versteckt, welche sich in einem Ei befindet, welches in einer Ente ist, die wiederum in einem Hasen steckt, der in einer eisernen Kiste sitzt, die unter einer Eiche auf der Insel Bujan vergraben liegt, welche weit draußen im Meer liegt. Um Koschtschei zu besiegen, muss man seine Seele erreichen. Wenn die Kiste ausgegraben wird, entwischt der Hase, aus welchem, wenn er getötet wird, die Ente entflieht. Erlegt man diese und entnimmt ihr das Ei, hat man Macht über Koschtschei. Er verliert seine Magie und schwächelt. Koschtschei wird sterben, wenn die Nadel zerbrochen wird (manche Geschichten fordern, dass sie an seiner Stirn zerbrochen werden muss).

## Weitere Erwähnungen

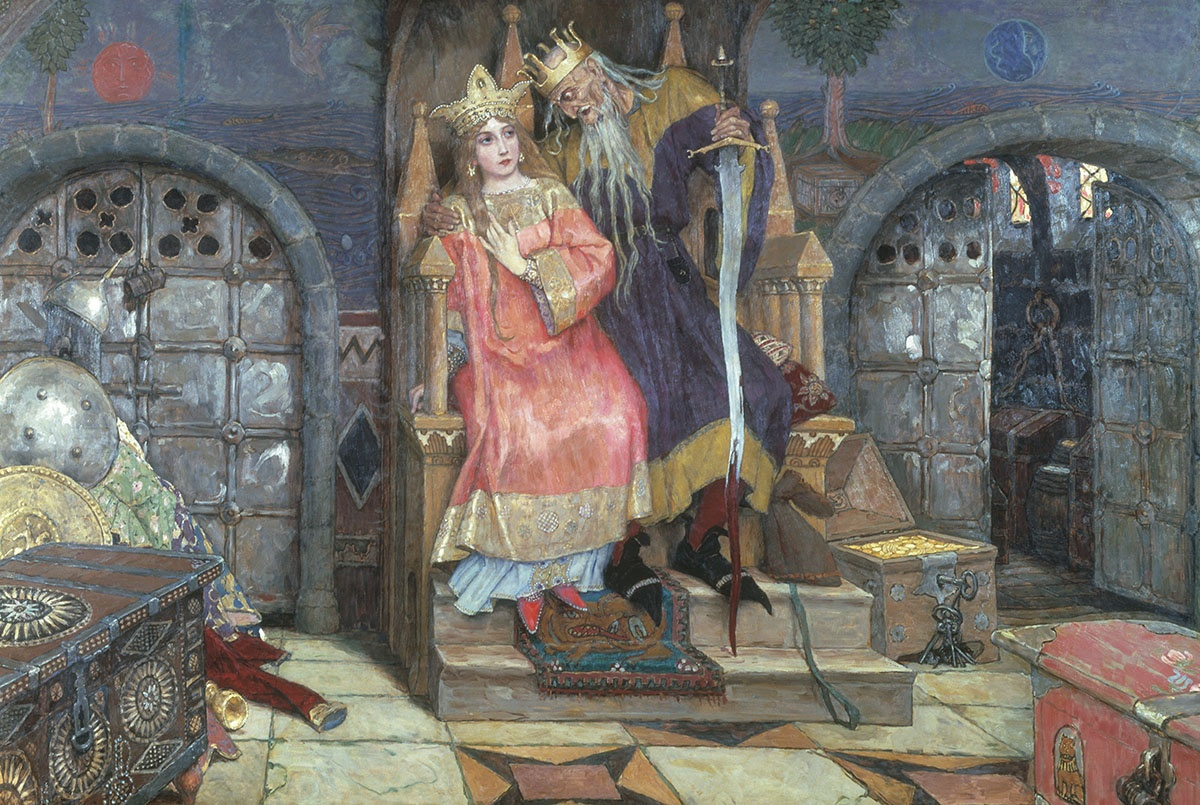
Koschtschei der Unsterbliche (Gemälde von Wiktor Wasnezow)

- Koschtschei spielt eine Rolle in einer der vielen Versionen der Sage vom Feuervogel. In dieser Erzählung ist Koschtschei ein alter, böswilliger Zauberer oder Herrscher, vor dem der Held der Geschichte die Prinzessin erretten muss.
- Auch im russischen Märchen Die Froschkönigin wird Koschtschei erwähnt.
- Nikolai Rimski-Korsakow schrieb um 1901 eine Oper mit dem Titel Kaschtschei der Unsterbliche.
- In Gebr. Strugazkis Buch Der Montag fängt am Samstag an wird Koschtschej als der größte Schurke aller Zeiten beschrieben, der in einer unendlichen Untersuchungshaft sitzt, während die Richter eine unendliche Untersuchung seiner endlosen Verbrechen durchführen.
- Der unsterbliche Kaschtschai, ein sowjetischer Märchenfilm von 1945, lehnt sich an die Sagengestalt an
- In Harebrained Schemes’ drittem PC-Spiel der Shadowrun-ReturnsReihe, Shadowrun: Hong Kong, ist eine Drohne nach Koschei benannt; ihr Erbauer erläutert kurz die Namensherkunft und Bezüge zum Transhumanismus.
- In der Spielbuchreihe Sagaland gibt es den unsterblichen Tyrannen Kaschuv, der auf Koschtschei beruht und ebenso seine Seele versteckt hat.
- In der Serie Grimm spielt in der neunten Folge der dritten Staffel das an die Sagengestalt angelehnte Wesen „Koschtsche“ eine zentrale Rolle.
- In der Buchreihe Sasha Urban von Dima Zales ist er einer der Antagonisten.
- In der Buchreihe Sylver Seeker von Kennit Kenway ist die Rasse des Titelhelden Sylver Sezari nach seiner Wiederauferstehung Koschei, nachdem er zuvor ein Lich war. Seine Seele ist an eine Nadel gebunden, die er mit immer kreativeren nekromantischen Methoden stärkt und versteckt.
- In dem Comic Hellboy ist Koshchei einer der Charaktere und Antagonisten. In den Comics "Koshchei the Deathless" und "Koshchei in Hell" wird Koshchei weitergehend charakterisiert.
- Im finnischen Film Sisu (2022) ist Teil der Hintergrundgeschichte, dass der unsterblich erscheinende Charakter Aatami Korpi (gespielt von Jorma Tommila) von russischen Soldaten Koschtschei genannt wurde.
- In den Fairy-Books von Andrew Lane wird die Geschichte The Death of Koschei the Deathless in The Red Fairy Book (1890) erzählt.